# (36860) 2000 SP136
2000 SP136 (asteroide 36860) é um asteroide da cintura principal. Possui uma excentricidade de 0.08817510 e uma inclinação de 9.20046º.
Este asteroide foi descoberto no dia 23 de setembro de 2000 por LINEAR em Socorro.